# Педелі (річка)
Педелі — річка в естонському повіті Валгамаа й у середній течії заходить на територію Латвії.
| Річка | Це незавершена стаття про річку. Ви можете допомогти проєкту, виправивши або дописавши її. |

| Естонія | Це незавершена стаття з географії Естонії. Ви можете допомогти проєкту, виправивши або дописавши її. |